# Lacaille 9352
Pour les articles homonymes, voir Lacaille.
Désignations
Lacaille 9352 (Lac 9352) est une naine rouge située à ∼ 10,72 a.l. (∼ 3,29 pc) de la Terre, dans la constellation du Poisson austral. Elle est entourée d'au moins deux planètes de type super-Terre.

## Caractéristiques
Lac 9352 est le 12e système stellaire le plus proche du Soleil. C'est la naine rouge la plus brillante du ciel, et aussi la plus massive à moins de 6 pc du Soleil, suffisamment proche pour une mesure directe de son rayon par interférométrie. Sa variabilité photométrique est de seulement 500 ppm, ce qui en fait une naine rouge exceptionnellement calme.

## Planètes
Aucune planète de taille jovienne ou plus grande n'a pu être détectée en utilisant le télescope spatial Hubble.
En 2020 les mesures de vitesse radiale du spectrographe échelle HARPS ont permis de détecter un système planétaire compact de deux (peut-être trois) exoplanètes, de type super-Terre. Les deux planètes certaines, GJ 887b et GJ 887c, ont des périodes orbitales de 9,3 et 21,8 j. En supposant un albédo semblable à celui de la Terre, la température d'équilibre de GJ 887c est d'environ 350 K. Les planètes ne sont pas dans la zone habitable, mais proches de sa limite interne,. La faible activité de la naine rouge pourrait avoir permis le maintien d'une épaisse atmosphère sur ces deux planètes, qui pourraient abriter de la vie.
Le troisième signal, encore incertain, a une période d'environ 50 j, ce qui pourrait correspondre à une troisième super-Terre sur une orbite plus tempérée.